# ラトビア語
ラトビア語、レット語（ラトビアご、レットご、ラトビア語: latviešu valoda [ˈlatviɛʃu ˈvaluɔda]）は、ラトビア共和国の公用語で、インド・ヨーロッパ語族のバルト語派に属する。

## 歴史
比較的リトアニア語と近い関係にあるが、双方の言語同士で意思疎通を図ることはほとんどできず、文法的特徴や単語が他言語より近似している程度である。歴史の流れの中でドイツ語、リヴォニア語、エストニア語、スウェーデン語、そしてロシア語などの影響を受けてきた。ラトビア語は16世紀まではラトガリア語の一支として存在し、後にクロニア語、セミガリア語、そしてセロニア語（この言語は現在では消滅している）に統合され現在の形に至っている。ラトビア語で書かれた最古の文献はリガにいたドイツ人の牧師ニコラス・ラムによって翻訳された賛美歌であり1530年に採取された。1940年以降のソビエト占領下時代に多数の外国人（多くはロシア人）がラトビア語を全く知らないまま移住して来たが、それでもラトビア語は公用語であり続けてきた。1991年に独立を宣言して以来、エストニアと同じように自国語を守る法律を打ち出した。なお、ソビエト時代においてラトビア語はこの地域での主要な言語であり、弾圧等はなく、むしろ多数のラトビア語の映画、ラトビア語書籍出版が行われていた。

## 方言
ラトビア語の方言は大きく分けて3種類存在する。リヴォニア語、ラトガリア語、そして現在の書き言葉となっている西ラトビア語がある。ラトガリア語にはポーランド語の正書法の影響が見られる。

## 言語分布
この言語を母語とする話者の総数はラトビア国内に140万人、そして約50万人が国外に存在する。ISO 639-1 コードはlv。
| 国別           | 話者数              |
| -------------- | ------------------- |
| ラトビア       | 1,394,000(1995年度) |
| アメリカ       | 50,000              |
| ロシア         | 29,000              |
| オーストラリア | 25,000              |
| カナダ         | 15,000              |
| ドイツ         | 8,000               |
| リトアニア     | 5,000               |
| ウクライナ     | 2,600               |
| エストニア     | 1,800               |
| ベラルーシ     | 1,000               |
| スウェーデン   | 500                 |

## 文字
文字表記については、20世紀になるまでドイツ文字が使用されてきたが、現在では特殊な発音を表す為に区分記号を組み合せたラテン文字が採用されている。(q, w, x, y)は外来語でのみ使用されている。特殊な音素として ŗ があるが現代ラトビア語では使用されていない。ōは1940年代の初頭には使用されなくなったが、ラトガリア語にはまだその存在を認めることができる。
| 大文字 | A | Ā  | B | C | Č | D | E | Ē  | F | G | Ģ | H | I | Ī  | J | K | Ķ | L | Ļ | M | N | Ņ | O     | P | R | S | Š | T | U | Ū  | V | Z | Ž |
| 小文字 | a | ā  | b | c | č | d | e | ē  | f | g | ģ | h | i | ī  | j | k | ķ | l | ļ | m | n | ņ | o     | p | r | s | š | t | u | ū  | v | z | ž |
| 音価   | a | aː | b | ʦ | ʧ | d | e | eː | f | g | ɟ | x | i | iː | j | k | c | l | ʎ | m | n | ɲ | uə, o | p | r | s | ʃ | t | u | uː | v | z | ʒ |

上記のように短母音と長母音は符号によって区別されている。また f, h は外来語でのみ用いられ、単語の先頭に配置される。
二重母音である(ai, au, ei, ia, iu, ui, uo)はそれぞれ(ai, au, ei, ie, iu, ui, o)と表記される。

### 発音
- マクロン付きの母音（ā, ē, ī, ū）は長い音価で発音され、それに対して他の母音は非常に短い音価で発音される。また語末にくる母音は非常に聞き取り辛い。

- 下付コンマ、或いは上付コンマの子音（Ģ ģ, Ķ ķ, Ļ ļ, Ņ ņ）は口蓋化を伴う。ģ は [ɟ]、ķ は [c]、ļ は [ʎ]、ņ は [ɲ] のように発音される。

- ハーチェク付きの子音（č, š, ž）はそれぞれ [ʧ, ʃ, ʒ] となる。

- c は [ʦ]、e の発音は2種類存在し、狭い e と 広い e [ɛ], h はドイツ語の ch [x], r は巻き舌, s は常に無声、z は常に有声、v は英語の v に同じとなる。

- 長子音を表すときには、子音字を重ねる（例: mamma [ˈmamːa]）。

- zsは/sː/、šs、žsは/ʃː/と発音する。

## 音韻論

### 子音
|          | 唇  | 唇 | 歯/ 歯茎 | 歯/ 歯茎 | 硬口蓋/ 後部歯茎 | 硬口蓋/ 後部歯茎 | 軟口蓋 | 軟口蓋 |
| -------- | --- | -- | -------- | -------- | ---------------- | ---------------- | ------ | ------ |
| 鼻       |     | m  |          | n        |                  | ɲ                |        |        |
| 破裂     | p   | b  | t        | d        | c                | ɟ                | k      | ɡ      |
| 破擦     |     |    | t͡s       | d͡z       | t͡ʃ               | d͡ʒ               |        |        |
| 摩擦     | (f) | v  | s        | z        | ʃ                | ʒ                | (x)    |        |
| 接近     |     |    |          |          |                  | j                |        |        |
| 側面接近 |     |    |          | l        |                  | ʎ                |        |        |
| ふるえ   |     |    |          | r        |                  | (rʲ)             |        |        |

- /n t d t͡s d͡z s z/は歯歯茎音、/l r/は歯茎音である。
- /f x/は借用語にのみ現れる。
- [ŋ]は/k g/の前の鼻音の異音として現れる。
- 子音が連続する場合、前の子音は後の子音が有声か無声かに同化してそれが変化する。（例: apgabals [ˈabɡabals] や labs [ˈlaps]）
- 短子音と長子音の区別がある。
- 短母音に挟まれた破擦音、摩擦音は長音化する。（例: upe [ˈupːe]）

### 母音
|      | 前舌 | 前舌 | 中舌 | 中舌 | 後舌  | 後舌   |
| 短   | 長   | 短   | 長   | 短   | 長    |        |
| ---- | ---- | ---- | ---- | ---- | ----- | ------ |
| 狭   | [i]  | [iː] |      |      | [u]   | [uː]   |
| 中央 | [e]  | [eː] |      |      | ([ɔ]) | ([ɔː]) |
| 広   | [æ]  | [æː] | [a]  | [aː] |       |        |

- /ɔ ɔː/と、/uɔ/以外の/ɔ/を含む二重母音は借用語のみに現れる。
- /ai ui ɛi au iɛ uɔ iu (ɔi) ɛu (ɔu)/のように、ラトビア語には10の二重母音が存在するが、一部は固有名詞や感動詞にのみ使われる。

### アクセント
- 幾らかの例外を除いてラトビア語のアクセントはほとんど常に第1音節にくる[1]。以下に第2音節にアクセントがくる例を挙げる。例："labdien" = (こんにちは)、"labvakar" = (こんばんは)

## 新語
EU加入を表明して以来、膨大な公式文書が翻訳されている中でラトビア語本来の語彙とのギャップが生じ始めている。そのため国家ベースの翻訳事務局が検証し、新語の生成を行っている。

## 文法
- 屈折語である
- 一般的に第一アクセントが第一音節にくるが、例外もある
- 名詞には2種類の性があり、男性／女性の区分は語尾で区別する
- 主格・属格・対格・与格・所格・呼格 の6種類の格変化を持つ
- 冠詞がない
- 形容詞には定形、不定形の変化がある
- 時制: 単純時制は現在・半過去・未来の3つに区分され、複合時制も複合過去・大過去・前未来の3つに分けられる
- 叙法: 直説法・命令法・条件法・接続法・義務法 (debitive) の5つの叙法がある

### 代名詞
| 格                    | 文                   | (Jautājuma vards) |
| --------------------- | -------------------- | ----------------- |
| 主格 (Nominatīvs)     | 何? 誰？             | kas?              |
| 属格 (Ģenitīvs)       | 何の? 誰の？         | kā?               |
| 与格 (Datīvs)         | 何に? 誰に？         | kam?              |
| 対格 (Akuzatīvs)      | 何を? 誰を？         | ko?               |
| 具格 (Instrumentālis) | 何と? 誰と？         | ar ko?            |
| 所格 (Lokatīvs)       | どこ?                | kur?              |
| 呼格 (Vokatīvs)       | 呼びかけに使われる。 | 無し              |

### 名詞
幾らかの例外を除いて男性名詞の語尾は –is, -s, -us をとる。
女性名詞は –a, -e をとるが、幾らかは –s をとる場合がある。
例えば govs(牛), pils(城) はその例である。
また男性の格変化クラスは4種類、そして女性は3種類存在する。
格は主格、属格、与格、対格、所格、呼格が存在する
以下範例を示す。
男性名詞の例(draugs = 友)
| 格                    | 単数    | 複数     |
| --------------------- | ------- | -------- |
| 主格 (Nominatīvs)     | draugs  | draugi   |
| 属格 (Ģenitīvs)       | drauga  | draugu   |
| 与格 (Datīvs)         | draugam | draugiem |
| 対格 (Akuzatīvs)      | draugu  | draugus  |
| 具格 (Instrumentālis) | draugu  | draugiem |
| 所格 (Lokatīvs)       | draugā  | draugos  |
| 呼格 (Vokatīvs)       | draug   | draugi   |

女性名詞の例(osta = 港)
| 格                    | 単数  | 複数  |
| --------------------- | ----- | ----- |
| 主格 (Nominatīvs)     | osta  | ostas |
| 属格 (Ģenitīvs)       | ostas | ostu  |
| 与格 (Datīvs)         | ostai | ostām |
| 対格 (Akuzatīvs)      | ostu  | ostas |
| 具格 (Instrumentālis) | ostu  | ostām |
| 所格 (Lokatīvs)       | ostā  | ostās |
| 呼格 (Vokatīvs)       | osta  | ostas |

### 動詞
動詞は語末に -ēt, -āt, -īt, -ot , -t をとり、
3種類の動詞活用が存在する。
動詞活用の例(gribēt = ...するつもりだ、...したい)
| 人称  | 単数      | 複数       |
| ----- | --------- | ---------- |
| 1人称 | es gribu  | mēs gribam |
| 2人称 | tu gribi  | jūs gribat |
| 3人称 | viņš grib | viņi grib  |

### 前置詞
各前置詞はそれぞれ格変化を要求するが、その大部分は与格を伴うことが多い。
前置詞の例(pie = ...のために)“友のために”
| 数   | 前置詞 | 要求される格変化 | 文           |
| ---- | ------ | ---------------- | ------------ |
| 単数 | pie    | 属格             | pie drauga   |
| 複数 | pie    | 与格             | pie draugiem |